# 다카오촌 (아이치현)
다카오촌(高雄村)은 일본 아이치현 니와군에 설치되었던 촌이다. 현재의 이누야마시의 북서부·후소정의 동부에 해당한다.